# Перший п'ятирічний план (СРСР)
Перший п'ятирічний план, перша п'ятирічка (рос. Первый пятилетний план, первая пятилетка) Радянського Союзу — список економічних цілей, складений генсеком Сталіним, спираючись на його політику соціалізму в одній окремо взятій країні. Був проведений у життя у 1928—1932.
У 1929 Сталін відредагував план, включивши в нього конфіскацію (так звана колективізація) всієї землі у селян і перетворення селян у фактичних рабів. Це втручання призвело до голодомору в місцях компактного проживання українців і казахів. Загинуло до третини українських селян і до половини казахів.  На території СРСР було створено загальнодержавні машинно-тракторні станції, і селянам було дозволено використовувати ці державні трактори для землеробства, збільшуючи виробіток харчових продуктів на одного селянина. Проте державні планувальники не врахували місцевих особливостей. 1932 року виробництво зерна було на 32% нижче від середнього показника; на додачу до цієї проблеми, заготівля харчових продуктів зросла на 44%.
Оскільки план спирався на стрімку індустріалізацію, у тандемі з нею мали відбуватися головні культурні зміни. До того ж у зв'язку з виникненням нового суспільного устрою серед деяких прошарків населення більшості регіонів держави спалахували конфлікти. Приміром, у Туркменській РСР радянська політика колективізації переводила сільське господарство з бавовництва на виробництво харчових продуктів. Така зміна викликала заворушення в громаді, де перед цим зовнішнім втручанням уже склався традиційний уклад життя, і з 1928 по 1932 рік туркменські кочовики та селяни такими методами, як пасивний опір, давали зрозуміти, що вони не згодні з такою політикою.

## Обґрунтування першого п'ятирічного плану
До приведення в дію першого радянського п'ятирічного плану Радянський Союз зіткнувся з загрозами від зовнішніх джерел, а також із моменту встановлення більшовицької влади переживав економічний і промисловий спад. 1924 року зі Сходу з'явилася перша загроза війни. У 1927 р. виник воєнний психоз, коли західні держави, такі як Велика Британія, почали обривати дипломатичні відносини з Радянським Союзом. Це породило серед радянського керівництва страх, що Захід готується знову напасти на Радянський Союз; адже протягом громадянської війни в Росії іноземні держави вже окуповували частини території колишньої Російської імперії. Страх вторгнення з боку Заходу залишив Радам відчуття необхідності швидкої індустріалізації з метою збільшення радянського військового потенціалу та конкуренції з західними державами. Одночасно зі страхом війни 1927 року серед селянства Радянського Союзу росла незадоволеність. Це невдоволення виникло з голоду початку 1920-х років, а також від посилення поганого поводження з селянами.  Також у цей час таємна поліція (ОДПУ) вже почала відловлювати у Радянському Союзі політичних супротивників.
Вся ця напруженість мала потенціал, щоб зруйнувати молоду радянську державу, і приневолила Сталіна запровадити стрімку індустріалізацію важкої промисловості з тим, щоб Радянський Союз міг у разі необхідності протистояти зовнішнім і внутрішнім загрозам.

## Стрімке зростання важкої промисловості
Центральним аспектом першого радянського п'ятирічного плану була швидка індустріалізація СРСР. Потреба у швидкій індустріалізації була знову ж таки породженням страху майбутньої війни з боку Заходу. Якби між Радянським Союзом і Заходом спалахнула війна, Ради б воювали проти одних із найбільш промислово розвинутих країн світу. Стрімка індустріалізація приглушила би побоювання про незахищеність на випадок, якби між Радами та Заходом виникла війна. Для задоволення потреб можливої війни радянські керівники встановлювали нереалістичні норми виробництва. Щоб задовольнити ці нереалістичні потреби, перш ніж випускати товари, треба було побудувати об'єкти, які б у короткі строки полегшили матеріальне виробництво. У цей період 1928-1932 рр. у районах, які раніше були досить ізольованими, виникли потужні промислові центри. Ці ізольовані області включали Магнітогорськ, Дніпро і Нижній Новгород. Протягом цієї епохи радянської історії важкій промисловості належало збільшити своє виробництво на 350%. Щоб досягти цього могутнього економічного росту, Радянський Союз мав переорієнтувати необхідні ресурси на задоволення потреб важкої промисловості. Програми, не потрібні важкій промисловості, були викреслені з радянського бюджету і через цей перерозподіл промислового фінансування, основні товари, такі як харчі, стали дефіцитними.Ці дії виправдовувалися страхом великої війни (Великої Вітчизняної). СРСР тоді вирішив більшість наявної їжі віддати робітникам, необхідним для подальшої індустріалізації. З цієї швидкої індустріалізації в Радянському Союзі з'явився новий робітничий клас. За цей час робоча сила промисловості зросла з 3,12 млн. у 1928 році до 6,01 млн. наприкінці плану в 1932 році.

## Сільськогосподарська колективізація
Перша п'ятирічка також розпочала добу стрімкої сільськогосподарської колективізації у Радянському Союзі. Однією з причин колективізації радянського землеробства було збільшення кількості промислових робітників для нових заводів. Радянські чиновники також уважали, що колективізація збільшить урожайність сільськогосподарських культур та допоможе фінансувати інші програми. Ще в 1917 році Ради ухвалили земельний декрет, яким ліквідували приватну власність на землю. Заборона приватної власності , відібрала можливість привласнювати чужу працю . Це звичайно не сподобалось куркулям , які вважали , лише себе вартими володіти землею. 
 Однак ця сільськогосподарська колективізація була невдалою для радянського керівництва. Наприкінці 1929 р. Ради відзначилися формуванням колективізованого селянського землеробства, куркулі ж через їхній опір фіксованим цінам на сільськогосподарську продукцію мали бути «ліквідовані як клас». Внаслідок цього поведінка партії, коли та почала заготовляти продовольство у сільській місцевості, стала неконтрольованою і маніакальною. У наступні після колективізації сільського господарства роки реформи зірвуть радянські поставки продовольства. У свою чергу, цей зрив, кінець кінцем, призведе до голоду на багато років уже після першої п'ятирічки, при цьому 2-3 мільйони людей помруть від голоду в 1933 році.

## Праця в'язнів
Для досягнення цілей першого п'ятирічного плану Радянський Союз почав використовувати працю свого дедалі більшого контингенту ув'язнених. Спочатку радянські вожді прагнули зменшити кількість в'язнів у СРСР з тим, щоб ці ресурси можна було переорієнтувати на п'ятирічний план. Проте вже на початку здійснення плану комуністичні ватажки усвідомили необхідність та користь праці ув'язнених для виконання п'ятирічного плану. В цей час радянське керівництво намагалося «забезпечити» збільшення кількості в'язнів. Тодішнє радянське законодавство призвело до того, що багатьох небезпечних в'язнів перевели із в'язниць у трудові табори. Народ Радянського Союзу почали засуджувати до примусових робіт, навіть коли люди вчинили невеликі правопорушення або й не скоювали злочину. Багато із в'язнів, які використовувалися для робіт, були селянами, що протистояли колективізації. Це була спроба Радянського Союзу роздобути вільну робочу силу для стрімкої індустріалізації; однак це призвело до ув'язнення у Радянському Союзі багатьох невинних людей. Врешті, західні держави почали бойкотувати товари, вироблені цією формою праці.Що з іхньої сторони було дуже лицемірно

## Успіх радянської першої п'ятирічки
Успішність першої п'ятирічки полягала у тому, що Радянський Союз через індустріалізацію розпочав свій шлях до статусу світової наддержави. Сталін оголосив план успішним на початку 1933 року, відзначивши створення декількох галузей важкої промисловості, кожна з яких до того не існувала, а сам план було виконано за чотири роки і три місяці, замість п'ятьох років. Вальтер Дюранті за висвітлення першого п'ятирічного плану отримав 1932 року Пулітцерівську премію в галузі журналістики. Оприлюднення Вальтером Дюранті багатьох успіхів цього п'ятирічного плану безпосередньо привело до офіційного визнання Франкліном Рузвельтом Радянського Союзу в 1933 році. Перший п'ятирічний план також почав готувати Радянський Союз до перемоги у Другій світовій війні. Без початкового п'ятирічного плану і подальших таких планів СРСР не був би готовим до вторгнення Німеччини в 1941 році. Завдяки швидкій індустріалізації за цим планом Радянський Союз спромігся виготовити зброю, необхідну йому для перемоги над німцями у 1945 році.

## Невдачі першого п'ятирічного плану
Невдач першого п'ятирічного плану було чимало. Перший план був приречений на провал від самого початку через нереалістичні норми, встановлені для індустріалізації, які насправді не були б виконані протягом десятиліть. Одна з проблем полягала в тому, що для планів не було поставлено цілей, а ті, що були, постійно змінювалися. Щоразу, коли одну норму було виконано, її переглядали та збільшували, що швидко позбавляло план будь-яких шансів на успіх. По-друге, колективізація обернулася великомасштабним голодом у Радянському Союзі, який забрав багато мільйонів життів. Ці голодомори були в числі найгірших в історії і лишили шрами, якими був відмічений Радянський Союз на довгі роки, та розпалили глибоку ненависть до росіян в українців, татар та багатьох інших націй СРСР. Зневагу росіян до людського життя неросійських народів використав Гітлер як одну з підстав для проведення операції «Барбаросса» і здобуття початкових перемог над росіянами, з якими тоді ототожнювалися радянські громадяни.
Ці невдачі призведуть до того, що план буде припинено через чотири роки замість п'яти.

## Спадщина
У великих містах Росії на честь цієї п'ятирічки названо низку вулиць і площ, як-от: вулиця Першої п'ятирічки у Челябінську і Волгограді та Площа першої п'ятирічки у Єкатеринбурзі.